# Крадерсвил (Индијана)
Крадерсвил (енгл. Crothersville) град је у америчкој савезној држави Индијана.

## Демографија
По попису из 2010. године број становника је 1.591, што је 21 (1,3%) становника више него 2000. године.
| Група             | 2000.         | 2010.         |
| Белци             | 1.527 (97,3%) | 1.528 (96,0%) |
| Афроамериканци    | 0 (0,0%)      | 3 (0,2%)      |
| Азијати           | 6 (0,4%)      | 7 (0,4%)      |
| Хиспаноамериканци | 24 (1,5%)     | 34 (2,1%)     |
| Укупно            | 1.570         | 1.591         |